# Leptotocepheus flagellifer
Leptotocepheus flagellifer är en kvalsterart som beskrevs av Sandór Mahunka 1988. Leptotocepheus flagellifer ingår i släktet Leptotocepheus och familjen Tetracondylidae. Inga underarter finns listade i Catalogue of Life.